# Woolfardisworthy (Mid Devon)
Woolfardisworthy – (IPA: [ˈwʊlzi] lub [ˈwʊlzəri]) wieś w Anglii, w hrabstwie Devon, w dystrykcie Mid Devon.